# Sympterygia brevicaudata
Sympterygia brevicaudata är en rockeart som först beskrevs av Cope 1877.  Sympterygia brevicaudata ingår i släktet Sympterygia och familjen egentliga rockor. IUCN kategoriserar arten globalt som otillräckligt studerad. Inga underarter finns listade i Catalogue of Life.